# 赤塚眞知子
赤塚 眞知子（あかつか まちこ、1949年（昭和24年) 12月20日 - 2006年（平成18年）7月12日）は、日本の漫画家・赤塚不二夫の妻。元スタイリスト。旧姓は鈴木。

## 概要
1978年（昭和53年）に赤塚不二夫のアシスタントとなり、1985年（昭和60年）に赤塚不二夫の前妻・登茂子から結婚を勧められ、1987年（昭和62年）に赤塚不二夫と結婚した。結婚会見では前妻・登茂子と長女のりえ子も同席するという異例の行事であったが、会見は終始和やかであり、赤塚一家の人柄の良さがわかる名会見であった。2002年（平成14年）からフジオ・プロダクションの社長を務めていた。
赤塚不二夫自身が書いた漫画『人生これでいいのだ!!』に結婚時のエピソードが書かれている。
2002年4月に赤塚が脳内出血で倒れてからは、献身的に看病していたが、2006年6月に自身がくも膜下出血で倒れる。手術後は話せるようになるまで回復したが、容態が急変し、2006年7月12日に死去した。享年57。彼女が亡くなるまで赤塚の意識が戻ることはなかった。墓所は八王子市の富士見台霊園。